# Chauvonelia
Chauvonelia är ett släkte av ringmaskar som beskrevs av Laubier 1974. Chauvonelia ingår i familjen Flabelligeridae.
Släktet innehåller bara arten Chauvonelia biscayensis.